# Karl I. (Hessen-Philippsthal)

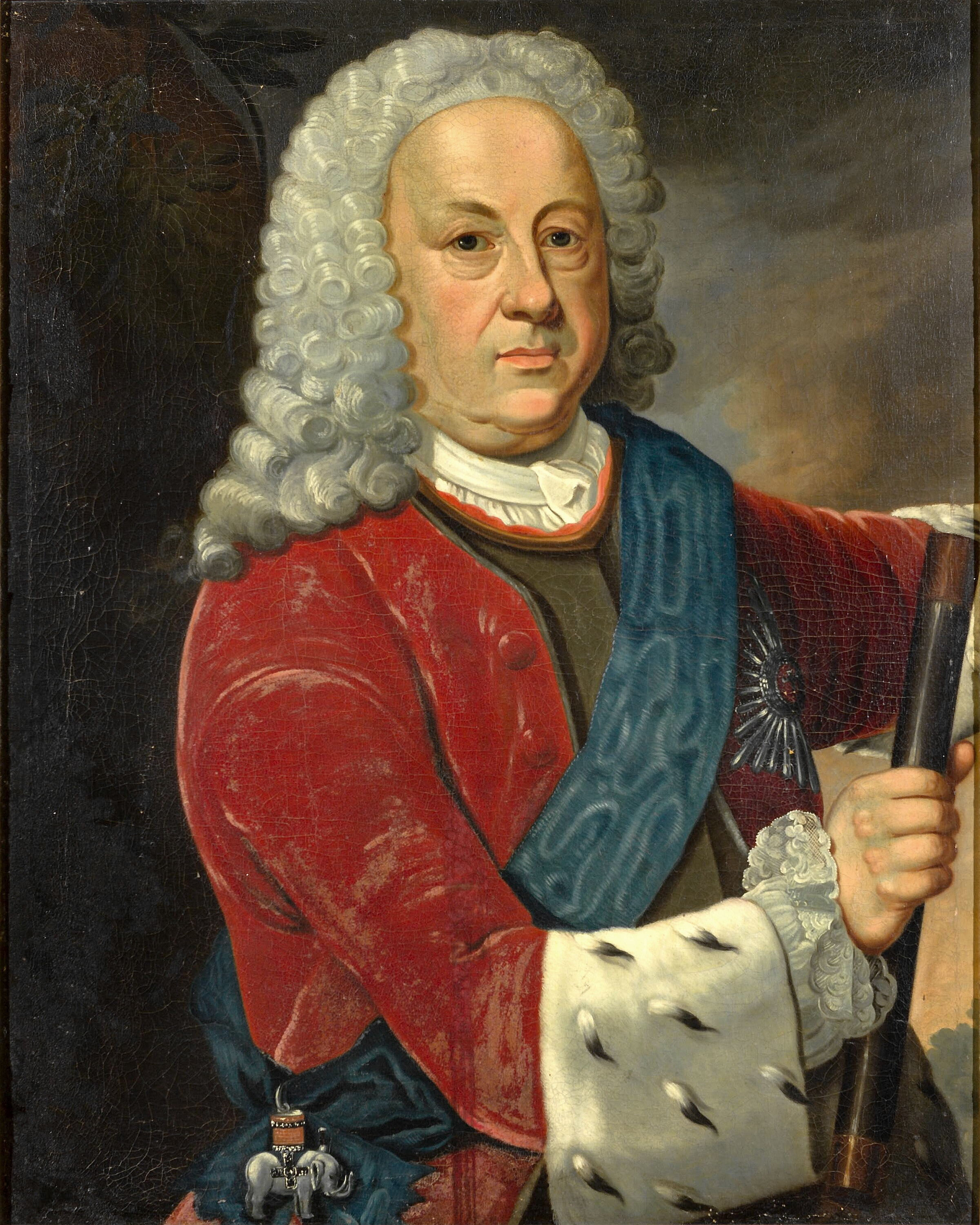
Karl I. von Hessen-Philippsthal

Karl I. von Hessen-Philippsthal (* 23. September 1682 in Schmalkalden; † 8. Mai 1770 in Philippsthal) aus dem Haus Hessen war paragierter Landgraf von Hessen-Philippsthal.

## Leben
Karl war der älteste Sohn des Landgrafen Philipp von Hessen-Philippsthal aus dessen Ehe mit
Katharina Amalie (1654–1736), Tochter des Grafen Karl Otto von Solms-Laubach. Er folgte seinem Vater 1721 als Landgraf von Hessen-Philippsthal, einem kleinen Paragium innerhalb der Landgrafschaft Hessen-Kassel.
Karl trat 1701 in dänische Dienste und kämpfte in spanischen Erbfolgekrieg. Am 10. März 1710 zeichnete er sich in der Schlacht bei Helsingborg aus und wurde zum Generalmajor befördert. 1715 war er an der Landung auf Rügen und der Belagerung von Stralsund beteiligt. Danach trat er in französische Dienste.
Am 6. Juni 1731 wurde er mit dem dänischen Elefanten-Orden ausgezeichnet. Während des Siebenjährigen Krieges nahm er zeitweilig in seinem Lübecker Haus in der Schildstraße 10 Zuflucht.
Er trat später in kaiserliche Militärdienste, wo er bis zum Feldmarschallleutnant aufstieg.

## Nachkommen
Mit seiner Cousine Ernestina von Hessen-Rotenburg die uneheliche Tochter Eleonora Philippine (* 1714 in einem Aachener Kloster)

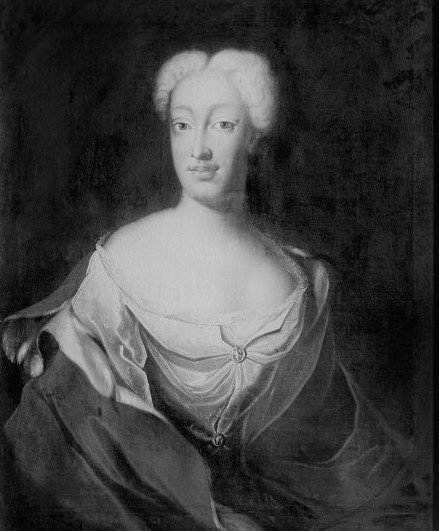
Landgräfin Karoline Christine

Karl heiratete am 24. November 1725 in Eisenach Karoline Christine (1699–1743), Tochter des Herzogs Johann Wilhelm von Sachsen-Eisenach, mit der er folgende Kinder hatte:
- Wilhelm (1726–1810), Landgraf von Hessen-Philippsthal

⚭ 1755 Prinzessin Ulrike Eleonore von Hessen-Philippsthal-Barchfeld (1732–1795)
- Karoline Amalie (1728–1746)
- Friedrich (1729–1751)
- Charlotte Amalie (1730–1801)

⚭ 1750 Herzog Anton Ulrich von Sachsen-Meiningen (1687–1763)
- Philippine (1731–1762)